# Crkvice (Czarnogóra)
Crkvice (cyr. Црквице) – wieś w gminie Kotor w Czarnogórze.
Crkvica była jednym z garnizonów cesarskiej i królewskiej Armii, usytuowanym na terytorium podporządkowanym Komendzie Wojskowej Zara, a od 1909 Komendzie 16 Korpusu. Stacjonowały w niej kolejno pododdziały należące do 94 Brygady Piechoty, a następnie 4 Brygady Górskiej (od 1908 – 14 Brygady Górskiej) z Kotoru:
- 4. batalion Czeskiego Pułku Piechoty Nr 21 (1889–1890)[1],
- 1. batalion Węgierskiego Pułku Piechoty Nr 71 (1890–1891)[2],
- 4. batalion Czeskiego Pułku Piechoty Nr 102 (1891–1892)[3],
- 4. batalion Czeskiego Pułku Piechoty Nr 36 (1892–1893)[4],
- 1. batalion Węgierskiego Pułku Piechoty Nr 72 (1893– )[5],
- 2. batalion Czeskiego Pułku Piechoty Nr 42 (1905-1906)[6],
- 4. batalion Węgierskiego Pułku Piechoty Nr 71 (1906-1907)[7],
- 2. batalion Węgierskiego Pułku Piechoty Nr 72 (1907-1910)[8][9],
- 1. batalion Czeskiego Pułku Piechoty Nr 91 (1910-1911)[10],
- 4. batalion Galicyjskiego Pułku Piechoty Nr 58 (1911-1912)[11],
- 4. batalion Węgierskiego Pułku Piechoty Nr 33 (1912-1913)[12],
- 1. batalion Węgierskiego Pułku Piechoty Nr 61 (1913-1914)[13].